# Naginata-dō
Naginata-dō (jap. 長刀道 lub 薙刀道; także 長刀術 naginata-jutsu) - japońska sztuka walki prowadzonej przy użyciu naginaty, czyli dalekowschodniej odmiany glewii (zwanej również – często, a mylnie – halabardą).

## Historia
Jako sztuka walki dyscyplina ta sięga korzeniami aż do IX wieku, kiedy włócznie o "mieczowatym" ostrzu długości ok. 90 cm, osadzonym na długim drzewcu zostały użyte po raz pierwszy. Szybko zostały docenione jako broń niezwykle skuteczna, stosowana przez pieszych żołnierzy przeciwko konnicy.
W późniejszych czasach włócznie były używane przez wartowników oraz straż przyboczną podróżujących możnowładców. Wraz z upływem czasu, gdy pola bitewne zdominowała broń palna, umiejętność walki włócznią przekształciła się w sztukę samoobrony mnichów-wojowników, wreszcie – w sztukę walki przeznaczoną dla kobiet.
Kobiety z rodzin samurajskich używały własnych włóczni ze złoconymi drzewcami do wspomagania swych mężów i ojców w chwilach zbrojnego zagrożenia, jak również do samodzielnej obrony domu, domowników, dobytku i czci własnej. Ze względu na znaczny rozmiar i zasięg tej broni kobiety były w stanie utrzymywać napastników w bezpiecznym dystansie. Młode dziewczęta wychodząc za mąż otrzymywały włócznie w posagu.

## Charakterystyka
Techniki naginata-do zawierają cięcia, smagnięcia, pchnięcia, blokowanie i parowanie ciosów oraz zasłony. Istotną cechą technik naginata-do jest ich symetryczność - ćwiczenie po obu stronach ciała, co znakomicie poprawia zmysł równowagi.
W naginata-do istnieją dwa typy konkurencji sportowej: jedna, zwana engi (pokaz, prezentacja) - polega na wykonywaniu kata, przy użyciu dębowego drzewca i ostrza; druga shiai (zawody, mecz, turniej) - polega na bezpośrednim atakowaniu (specjalną bezpieczną bronią) miejsc chronionych podobnie jak w kendo: maską men, rękawicami kote, napierśnikiem dō oraz dodatkowo nagolennikami sune-ate.
Podczas zawodów walczący używają włóczni długich na 215 do 225 cm, ważących 650 g, których drzewce sporządzone jest z dębu, a "ostrze" o długości 60–80 cm wykonane jest z profilowanego bambusa. Celuje się w głowę, gardło, korpus, nadgarstki i golenie (podudzia). Jeżeli przeciwnik otrzyma uderzenie lub pchnięcie w któreś z tych miejsc, uznaje się, że został pokonany.
Popularny jest też inny wariant walki, w której jedna strona walczy posługując się włócznią naginata, druga natomiast bambusowym mieczem shinai, stosowanym w kendo. Walka rozgrywana jest w kwadratowym polu, o długości boku 12 m. Mecz trwa do 5 minut.

## Współczesność

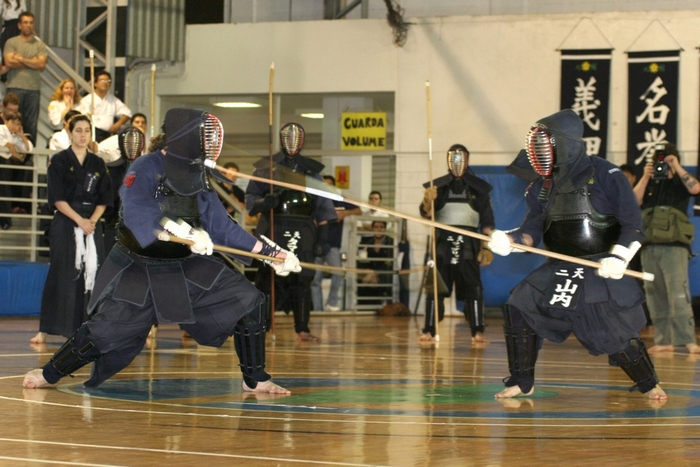
Współczesny trening z użyciem bambusowej naginaty

Naginata-do jest szeroko uprawiana w Japonii; już przed wojną ta sztuka walki weszła do programu edukacji fizycznej dziewcząt, jako przedmiot obowiązkowy począwszy od szkoły podstawowej. Każdego roku w całej Japonii przeprowadzane są liczne turnieje i mistrzostwa kraju. W 1990 roku powstała Międzynarodowa Federacja Naginata (INF). W jej skład wchodzą obecnie: Stany Zjednoczone, Francja, Holandia, Belgia, Szwecja, Brazylia, Nowa Zelandia, Czechy, Australia oraz Japonia. Wszechjapońska Federacja Naginata wysyła instruktorów i trenerów do tych oraz innych krajów, aby podnosić umiejętności osób ćwiczących (tzw. naginata-ka) na coraz wyższy poziom. Już dwukrotnie – w latach 1995 i 1999 – odbyły się mistrzostwa świata w tej stosunkowo młodej, międzynarodowej konkurencji. 
Naginata-do ćwiczą zarówno kobiety, jak i mężczyźni, od przedszkolaków po zaawansowanych wiekiem seniorów. System nadawania stopni uczniowskich i mistrzowskich jest zbliżony w swych założeniach do systemu stosowanego w kendo. Istnieje 5 stopni mistrzowskich dan.
W Polsce ćwiczenia z użyciem naginata rozpoczęto w grudniu 2002 r. Obecnie zajęcia prowadzone są w kilku klubach sportowych kendo, m.in. w Bielsku-Białej, Bydgoszczy, Łodzi i Poznaniu. Pierwsze ogólnopolskie zgrupowanie odbyło się w lutym 2003 r. w Międzybrodziu Żywieckim. Treningi prowadzili sensei: Andre Raboen (3 dan) z Holandii i Michał Młot (1 dan) ze Świętochłowic.